# Heinrich Frey (Landrat)
Heinrich Frey (* 6. Oktober 1939 in Brünn; † 7. April 2022 in Polling) war ein deutscher Kommunalpolitiker (CSU).

## Leben
Seine Mutter floh mit ihm und dem jüngeren Bruder aus Mähren nach Westen und ließ sich in Bernried nieder. Der Vater fiel im Zweiten Weltkrieg in der Sowjetunion. Nach dem Abitur am Karlsgymnasium Pasing studierte Frey Jura und arbeitete von 1975 bis 1986 als Leiter des Referats Kommunaler Finanzausgleich im Bayerischen Staatsministerium der Finanzen. Im Jahr 1987 wechselte er als Leiter des Unternehmensbereichs Kommunalkunden zur Bayerischen Landesbank.

### Landrat
Im Jahr 1977 wurde er Kreisvorsitzender der CSU und im Folgejahr erstmals in den Kreistag des Landkreises Starnberg gewählt. Von 1990 bis 1996 war er dort Fraktionsvorsitzender. Am 24. März 1996 wurde er in der Stichwahl zum Landrat des Landkreises Starnberg gewählt. In seiner Amtszeit überführte er das Kreiskrankenhaus in eine GmbH, gründete die Wirtschaftsfördergesellschaft und den jährlichen Wirtschaftspreis des Landkreises Starnberg. Er blieb bis Ende April 2008 im Amt.

### Privatleben
Frey gründete den Caritasverband Starnberg und war 30 Jahre lang dessen Vorsitzender. Auch war er Vorsitzender des BRK-Kreisverbands und Präsident des TSV 1880 Starnberg. In seiner Freizeit schnitzte er und trieb Sport. Im Jahr 2019 erhielt er die Diagnose Amyotrophe Lateralsklerose (ALS).
Er war verheiratet, hatte vier Söhne und lebte in Starnberg. Sein Sohn Stefan Frey ist seit Mai 2020 ebenfalls Landrat im Landkreis Starnberg.

## Ehrungen
- 2013: Verdienstkreuz am Bande der Bundesrepublik Deutschland[3]
- 2014: Altlandrat von Starnberg[2]